# Sôl austan, Mâni vestan
Sôl austan, Mâni vestan (nórdico antigo para "Leste do Sol, Oeste da Lua")  é o décimo álbum de estúdio da banda norueguesa Burzum. Foi anunciado em fevereiro de 2013  e lançado pela Byelobog Productions em 27 de maio de 2013.
É o terceiro álbum eletrônico instrumental do Burzum, depois de Dauði Baldrs (1997) e Hliðskjálf (1999), ambos gravados enquanto Vikernes estava na prisão. O resto dos álbuns do Burzum são principalmente black metal. Vikernes comparou Sôl austan, Mâni vestan à música de Tangerine Dream e aos lançamentos eletrônicos anteriores do Burzum. O álbum também explorará ainda mais os conceitos espirituais pagãos, que foram citados como influências para a mudança de gênero.
As canções do álbum são a trilha sonora do filme ForeBears, que foi produzido e dirigido por Vikernes e sua esposa.
Como muitos dos álbuns do Burzum, este também possui uma pintura famosa como arte de capa: O Rapto de Proserpina, do pintor espanhol Ulpiano Checa.

## Lista de Faixas
| N.º            | Título                | Duração |  |
| 1.             | "Sôl austan"          | 4:22    |  |
| 2.             | "Rûnar munt þû finna" | 3:28    |  |
| 3.             | "Sôlarrâs"            | 4:04    |  |
| 4.             | "Haugaeldr"           | 7:26    |  |
| 5.             | "Feðrahellir"         | 5:21    |  |
| 6.             | "Sôlarguði"           | 7:12    |  |
| 7.             | "Ganga at sôlu"       | 5:58    |  |
| 8.             | "Hîð"                 | 6:24    |  |
| 9.             | "Heljarmyrkr"         | 4:02    |  |
| 10.            | "Mâni vestan"         | 5:55    |  |
| 11.            | "Sôlbjörg"            | 4:00    |  |
| Duração total: | Duração total:        | 58:12   |  |